# فرخ‌رو پارسا
اسفند فَرُّخ‌روی پارسای (۱۳ اسفند ۱۳۰۱ – ۱۸ اردیبهشت ۱۳۵۹) پزشک، آموزگار، استاد دانشگاه، فعال حقوق زنان و سیاستمدار ایرانی بود. وی در کابینهٔ دوّم و سوّمِ امیرعبّاس هویدا از ۱۳۴۷ تا ۱۳۵۴ به‌عنوان وزیر آموزش و پرورش ایران فعالیت می‌کرد. او نخستین مدیرکل زن در ایران در سال ۱۳۳۹، از نخستین زن‌های راه‌یافته به مجلس شورای ملی و نخستین زن ایرانی بود که در دوران حکومت پهلوی به مقام وزارت رسید. او در سال ۱۳۴۲ نمایندهٔ تهران در دورهٔ ۲۱ مجلس شورای ملی بود. وی پس از انقلاب ۱۳۵۷ اعدام شد.

## خانواده و تولد
وی در ۱۳ اسفند سال ۱۳۰۱ در باغی خارج از شهر قم زاده شد. مادر وی فخرآفاق پارسای از فعالان حقوق زنان و مدیر مجلهٔ «جهان زنان» بوده و پدرش فرخ‌زین پارسای کارمند وزارت بازرگانی و مدیر مجله‌های «اتاق بازرگانی و صنایع و معادن ایران» و «عصر جدید» بود. او در کنار آموزش در دبستان و دبیرستان در تهران و مشهد، به همراه خواهرش تار و ویلون مشق می‌کرد.

## زندگی

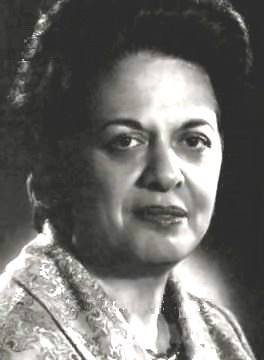

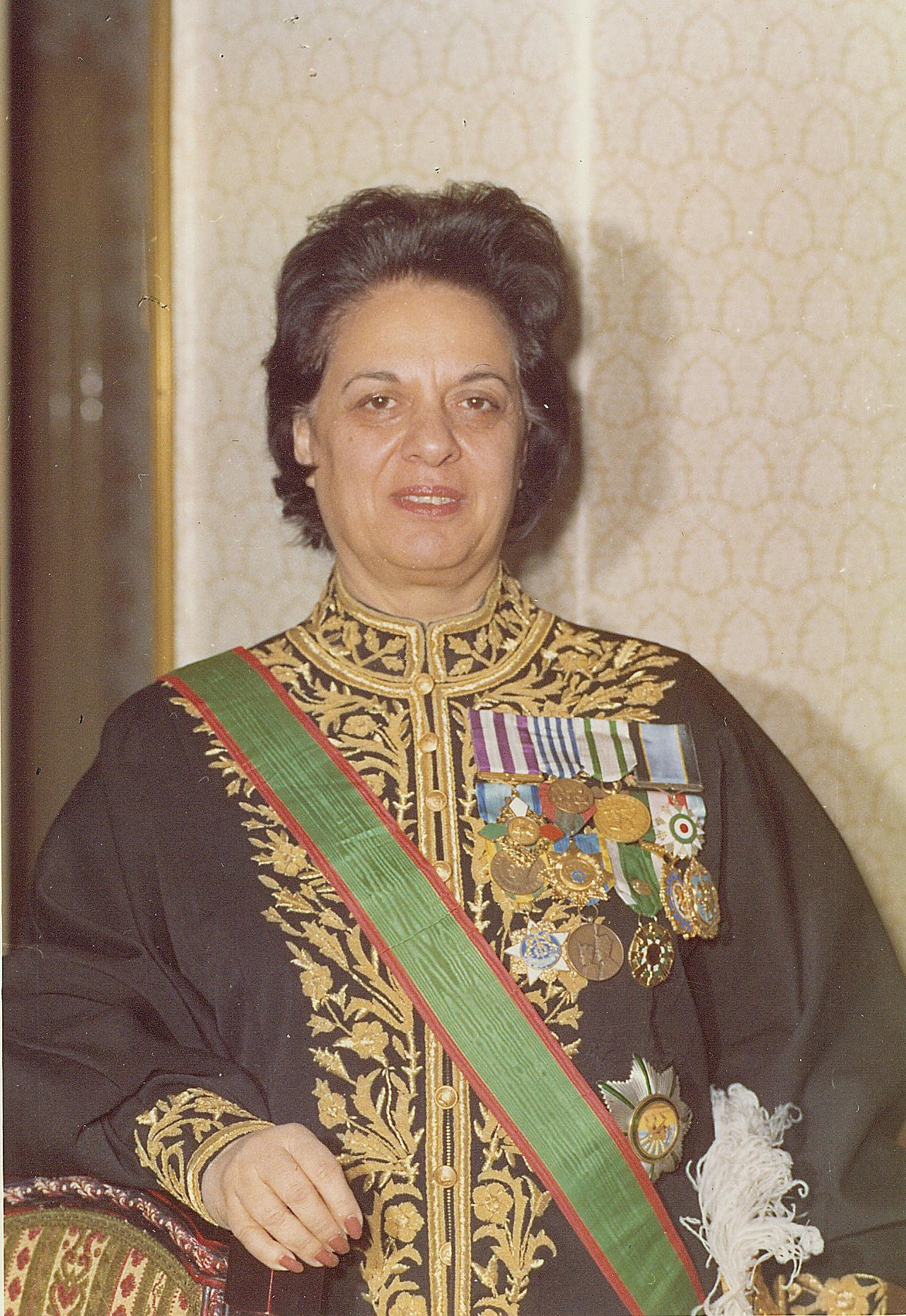

فرّخ‌رو پارسا تحصیلات ابتدایی خویش را در دبستان هما در تهران سپری نمود و برای ادامه تحصیل در دورهٔ متوسطه به دانشسرای مقدماتی رفت. وی توانست دورهٔ متوسطه را با کسب رتبهٔ اول به پایان رسانده و به دانشسرای عالی راه یابد. فرخ‌رو پارسا در سال ۱۳۲۱ با احمد شیرین‌سخن ازدواج کرد. احمد شیرین‌سخن از افسران ارتش بود که تا درجه سپهبدی ارتقا یافت. حاصل ازدواج پارسا و شیرین دوست سه پسر و و دو دختر بود. او در سال ۱۳۲۱ دانشسرای عالی را با اخذ مدرک لیسانس در رشتهٔ علوم طبیعی به پایان رسانید و به دانشگاه تهران راه یافت. از همین سال به تدریس در دبیرستان‌های تهران پرداخت. وی تحصیلات دانشگاهی خویش را در رشتهٔ پزشکی ادامه داد و توانست در سال ۱۳۲۹ با اخذ درجه دکترا از دانشگاه تهران دانش‌آموخته گردد. او هم‌زمان در مدرسه درس می‌داد، در بیمارستان کار می‌کرد و دورهٔ تخصصی کودکان و نوزادان را نیز در دانشگاه تهران می‌گذراند.
او پس از پایان تحصیلات دانشگاهی تا مقطع تخصص کودکان و نوزادان، علی‌رغم اینکه در رشتهٔ پزشکی دانش‌آموخته شده بود کار طبابت را رها کرد و ترجیح داد که به کار تدریسی بپردازد؛ او آموزگار علوم طبیعی و زیست‌شناسی در دبیرستان ژاندارک شد. شش سال یعنی تا سال ۱۳۳۵ در این دبیرستان معلم بود و بعد هم یک سال مدیر دبیرستان ولی‌الله نصر شد. کمی بعدتر در سال ۱۳۳۶ او رئیس دبیرستان نوربخش شد. خودش می‌گوید: «در دبیرستان نوربخش آن روزها بیش از ۱۱۰ شاگرد داشتم و روزی که نمایندهٔ مجلس شدم با ۱۸۵۰ دختر، مدرسه را وداع کردم و باید اعتراف کنم که مدیریت یک مدرسهٔ دخترانه به‌مراتب مشکل‌تر از وزیر بودن است و گاهی یک مدیر مدرسه با مشکلاتی روبه‌رو می‌شود که حل‌وفصل آن عقل ده تا وزیر را لازم دارد.»
وی در سال ۱۳۳۳خ به‌همراه تنی چند از همکارانش «انجمن بانوان فرهنگی» را برای دبیرستان‌های دخترانهٔ آن دوران تأسیس نمود و در سال ۱۳۳۵خ به‌عنوان یکی از اعضای هیئت‌رئیسهٔ «شورای همکاری جمعیت‌های بانوان ایرانی» انتخاب شد.
فرخ‌رو پارسا همچنین نخستین مدیر کل زن در ایران بود. در سال ۱۳۳۹ با آغاز به کار دانشگاه ملی ایران، وی عهده‌دار سِمَت مدیر کلی دبیرخانهٔ دانشگاه ملی ایران شد. انتصاب یک زن به این سمت، اعتراضات زیادی را در محافل اداری، فرهنگی و سیاسی تهران به راه انداخت ولی مقامات دانشگاه توانستند از برکناری فرخ‌رو پارسا جلوگیری کنند.

## نمایندگی مجلس شورای ملی و فعالیت‌های فرهنگی
پارسا در دوران ریاست دبیرستان به گفتهٔ خودش از طریق محمود کشفیان وزیر مشاور و حسن‌علی منصور به حزب ایران نوین دعوت شد و «از بهمن سال ۱۳۴۱ یعنی از روزی که رفراندوم اعلام شد در جریان جدی کارهای سیاسی افتادم و قبل از آن وقتی که از کار مدیریت دبیرستان فارغ می‌شدم سری به زندان‌ها می‌زدم و به زن‌های زندانی درس می‌دادم. وقتی خبر رفراندوم را شنیدم با خود گفتم: «باید زن‌ها هم در رفراندوم شرکت کنند.» هر روز با عده‌ای از زن‌ها راه می‌افتادیم و این در و آن در می‌زدیم تا برای زن‌ها هم در رفراندوم حق رأی بگیریم.»
در دورهٔ بیست‌ویکم مجلس شورای ملی، او به همراه پنج زن دیگر نخستین زنان راه یافته به مجلس شورای ملی بودند. پارسا در روران نمایندگی در مجلس به مشکلات زنان به‌خصوص فرهنگیان توجه زیادی داشت.
او هم‌زمان «جمعیت زنان دانشگاهی» را هم راه‌اندازی کرد که بعدها فصلنامه‌ای به نام «آزاد زنان» نیز منتشر می‌کرد.

## وزارت
او که در دوران نمایندگی به مسئله آموزش اهمیت فراوانی می‌داد، معاون پارلمانی وزارت آموزش‌وپرورش را که از سوی هویدا به او پیشنهاد شده بود پذیرفت. بر اساس اسناد ساواک این انتصاب موجب نارضایتی روحانیان شده بود. فرخرو پارسا وقتی معاون وزارت آموزش‌وپرورش شد، طرح اصلاح طبقه‌بندی معلمان را برای بهبود وضعیت شغلی آن‌ها تهیه و تصویب کرد و با اجرای قانون استخدام کشوری در این وزارتخانه نزدیک به ۵۰ هزار معلم و کارمند پیمانی، رسمی شدند.
وی سه سال معاون وزارت آموزش‌وپرورش بود تا آن که در شهریور سال ۱۳۴۷ امیرعباس هویدا دوباره از او دعوت می‌کند تا مسئولیتی جدید به عهده بگیرد. فرخ‌رو پارسا در یادداشت‌هایش از قول هویدا می‌نویسد: «می‌خواهم مسئولیت بزرگی را به یک مادر بدهم. می‌خواهم آموزش‌وپرورش فرزندان این مملکت را به دست یک مادر بسپارم. می‌خواهم وزیر آموزش‌وپرورش ما بچه‌های مردم را چون فرزندان خود بداند.»
از این رو در سال ۱۳۴۷ به‌عنوان نخستین وزیر زن در تاریخ ایران به‌عنوان وزیر آموزش و پرورش انتخاب شد و در این مدت چندین تشکل ویژهٔ زنان مانند انجمن بانوان فرهنگی، شورای همکاری جمعیت‌های بانوان ایرانی، سازمان زنان ایرانی، خانهٔ زن، شورای ورزشی بانوان، و جمعیت زنان دانشگاهی ایران را پدید آورد. او در سال نخست وزارت پس از اصلاحاتی برای بهبود شرایط آموزش در نظام آموزشی انجام داد، در دومین سال وزارت خود قانون خدمات اجتماعی زنان و دختران را اجرا کرد که بر اساس آن دختران هم مانند سپاه دانش به خدمت آموزشی و بهداشتی در مناطق مختلف به‌خصوص به روستاها اعزام شدند.
از آنجا که او زبان عربی را از درس‌های اجباری دبیرستان‌ها حذف کرد، به ارزیابی گواهی‌های طلاب حوزه‌ها در آموزش و پرورش پایان داد و چادر را در مدارس منسوخ کرد و این اقدامات در پروندهٔ او در ساواک به‌علت مخالفت‌اش با آن سازمان منظور شد. در این دوره روحانیانی که نسبت به انتخاب یک زن به‌عنوان وزیر خشمگین بودند وقتی کمیسیون رسیدگی به ارزش تحصیلی طلاب منحل شد، دوباره اعتراض کردند. در مقابل این اعتراضات، خانم وزیر دستور داد برنامهٔ درسی تعلیمات دینی، تعلیم قرآن و فقه اسلامی در برنامهٔ آموزشی گنجانده شود.
در مقاله‌ای دربارهٔ پوشش دختران در مدرسه‌ها نوشته بود که دانش‌آموزان حق ندارند در محیط مدرسه لباسی غیر از روپوش رسمی بپوشند؛ چه چادر و چه مینی‌ژوپ. از نظر او «پیشرفت و تحصیل» از «نوع پوشش» جدا بوده است. او معتقد بود زنان در تمام سطوح اجتماعی باید برابری داشته باشند.
در هنگام وزارت وی سید محمد بهشتی و محمدجواد باهنر در امر تهیهٔ کتاب‌های درسی از مشاوران فرخ‌رو پارسا و از حقوق‌بگیران آن وزارتخانه بودند. مرکز اسلامی هامبورگ سال‌ها زیر نظر محمد بهشتی از فرخ‌رو پارسا بودجه دریافت می‌کرد. محمد بهشتی حتی از طرف همان وزارتخانه به مأموریت‌هایی، از جمله به آبادان، فرستاده شد. محمدجواد باهنر نیز از وزارت آموزش و پرورش تحت وزارت فرخ‌رو پارسا امتیاز تأسیس چند مدرسهٔ ملی مذهبی را گرفته بود که در نقاط مختلف تهران قرار داشتند.

## دوران بازنشستگی
پارسا در هفتم اردیبهشت سال ۱۳۵۳ پس از شش سال‌ونیم از مقام وزارت کنار گذاشته شد و جای او را هوشنگ شریفی گرفت. او که در آن زمان بیشتر از سی سال در آموزش‌وپرورش خدمت کرده بود، بازنشسته شده و کمتر در محافل سیاسی حاضر می‌شود. فرخ‌رو پارسا از زمان گرفتن مدرک پزشکی، کار طبابت انجام نداده بود اما در این زمان مطب شخصی خودش را راه می‌اندازد و درعین‌حال در کلینیک مدرسهٔ آمریکایی در تهران و کلینیک کودکان به‌صورت رایگان کار می‌کند. دو سالی نیز در رادیو ایران برنامه‌ای دربارهٔ زنان تهیه می‌کند و همچنان در نشست‌های جمعیت زنان دانشگاهی حاضر می‌شود.

## دستگیری و اعدام

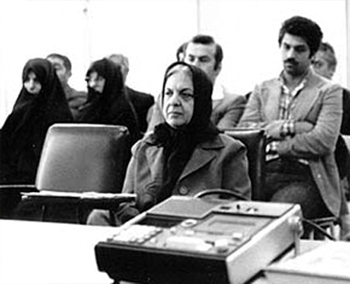
فرّخ‌رو پارسا در دادگاه انقلاب اسلامی

در روزهای انقلاب پارسا در لندن است وقتی به او توصیه می‌شود که به ایران برنگردد می‌گوید: «من کاری نکرده‌ام که بترسم و حتماً بر می‌گردم.» با بازگشت به ایران مشکلات شروع می‌شود و مدتی در خانهٔ دختر و یکی از بستگانش مخفی می‌شود و تلاش خانواده برای خروج او از کشور با مخالفتش مواجه می‌شود و می‌گوید که «اصلاً نمی‌خواهم بروم.» سر انجام در روز شنبه بیست و هفتم بهمن‌ماه زمانی که فرخ‌رو پارسا و همسرش به منزل پسرش حمید رفته بودند، پاسداران کمیته از راه می‌رسند و آن‌ها را دستگیر می‌کنند و به کاخ جوانان داودیه که محل استقرار کمیته است، منتقل می‌شوند. مدتی بعد همسرش [
سپهبد احمد شیرین‌سخن آزاد می‌شود و فرخ‌رو پارسا به زندان اوین منتقل می‌شود.
وی با اتهاماتی چون: «حیف و میل اموال بیت المال و ایجاد فساد در وزارت آموزش و پرورش و کمک به نشو و نمای فحشا در آموزش و پرورش و همکاری مؤثر با ساواک و اخراج فرهنگیان انقلابی از وزارت فرهنگ ایران و غیره…» در دادگاه انقلاب اسلامی شعبهٔ تهران به‌ریاست صادق خلخالی بعد از نه جلسه محاکمه، به اعدام محکوم شد. او در دفاع خود گفت:
متأسفم از این که اتهاماتی به من وارد شده که دلیل و اساس محکمی ندارد و این عمل باعث تشتت افکار من شده است. در اتهامات وارد شده به من، حتی دین مرا مورد تردید قرار داده‌اند و من باید بگویم که مسلمان هستم و شیعه به دنیا آمده‌ام و ان‌شاءالله شیعه از دنیا خواهم رفت. راجع به غارت بیت‌المال که بزرگ‌ترین اتهام من است، باید بگویم من این مسئله را تکذیب می‌کنم، زیرا در تمام طول خدمت، من نه کار مالی و نه سروکاری با حساب و دفتر داشتم. اینها که به من اتهامات دزدی چند میلیونی وارد کرده‌اند، باید بگویند این پولها را من از چه طریقی و از کجا سرقت کرده‌ام؟— فرّخ‌رو پارسا، 
او به‌عنوان «مفسد فی الارض» (عامل فساد بر روی زمین) در ۵۷سالگی در تاریخ ۱۸ اردیبهشت سال ۱۳۵۹ برابر با ۸ مه سال ۱۹۸۰ در تهران مانند تمامی محکومان حکومت سابق تیرباران شد هر چند در برخی منابع آمده ابتدا به دار آویخته شد و چون طناب دار پاره گردید، تیربارانش کردند. تاریخ اجرای اعدام فرخ‌رو پارسا روز تولد «فاطمهٔ زهرا» تعیین شد. مرده‌شوی‌های انقلابی ۵۷، از شستن جسد فرخ‌رو پارسا که به نام «مفسد فی‌الارض» اعدام شده بود، خودداری کردند. به‌ناچار زنان خانواده پیکر او را شستند.
فرخ‌رو در آخرین شب زندگی در وصیت‌نامهٔ کوتاهی می‌نویسد که «وصیتی ندارم زیرا که اموال زیادی ندارم و آنچه دارم مصادره شده است، به کسی بدهی ندارم و اگر از کسی طلب دارم خود داند که آن را به فرزندان من بدهد. می‌دانم و وجدانم راضی است که گناهانی که در کیفرخواست به من نسبت داده شده و مواردی که ذکر شده مرتکب نشده‌ام. جانماز مرا که تسبیح و حلقه و ساعت من نیز در آن است به همسرم بدهید که به دخترم بدهد. دادگاه بین زنان و مردان تفاوت زیادی می‌گذارد که امیدوارم آتیه برای زنان ایران بهتر از این باشد. پولی را که در زندان دارم بین زندانیان قسمت کنید.»
روز نوزدهم اردیبهشت ۱۳۵۹ فرخ‌رو پارسا در بهشت زهرا به خاک سپرده می‌شود اما «هنوز مدت زمانی از خاک‌سپاری نگذشته بود و سنگ قبر بر سینهٔ خاک جا خوش نکرده بود که بولدوزرها را آوردند و قبر را با خاک یکسان کردند. چندی بعد فرزندان او یاد مادر را فقط با ذکر کلمهٔ «مادر» بر روی سنگ گرامی داشتند. چند روز دیگر گذشت باز هم بولدوزرها را آوردند و همهٔ سنگ قبرها را خرد کردند و دیگر نه از مادر سنگ قبری بر جای ماند و نه از او نام و نشانی.»